# 朱耀华 (人民解放军)
朱耀华（1917年—2009年6月18日），男，江西瑞金人，中国人民解放军将领、中国人民解放军开国少将。

## 生平
1930年参加中国工农红军，1932年加入中国共产主义青年团，次年转为中国共产党党员。参加过中央苏区第一至五次反“围剿”和直罗镇、东征、西征、山城堡等战斗，参加过长征。抗日战争时期，他从连长逐步升为团参谋长，参加了平型关战斗、反“扫荡”等。第二次国共内战期间，他从团长逐步升为师长，参加了莱芜、孟良崮、开封、济南、淮海、渡江、福州等战役。1949年以后历任处长、副军长兼参谋长、福建省军区司令员。
朱耀华是中共九大代表、第六届全国人大代表。曾任中国人民解放军第28军副军长兼参谋长。1955年，授予中国人民解放军少将。曾荣获三级八一勋章、二级独立自由勋章、二级解放勋章和一级红星功勋荣誉章。
2009年6月18日在福州病故。